# Taeniodera siamensis
Taeniodera siamensis är en skalbaggsart som beskrevs av Franz Antoine 1998. Taeniodera siamensis ingår i släktet Taeniodera och familjen Cetoniidae. Inga underarter finns listade i Catalogue of Life.